# Abd Allah al-Mahdi Billah
Abd Allah al-Mahdi Billah, död 934, var en egyptisk regent. Han var Egyptens regent mellan 909 och 934.